# 阿克頓 (喬治亞州)
阿克頓（英語：Acton）是位於美國喬治亞州哈里斯縣的一個非建制地區。該地的面積和人口皆未知。

## 地理
阿克頓的座標為32°39′10″N 85°00′36″W / 32.65278°N 85.01000°W，而該地的平均海拔高度為193米（即633英尺）。